# Ija Germanowna Luginina
Ija Germanowna Luginina (russisch Ия Германовна Лугинина; * 3. September 1922 in Orlow, Gouvernement Wjatka; † 1. Dezember 2015 in Belgorod) war eine sowjetische bzw. russische Baustoffkundlerin und Hochschullehrerin.

## Leben
Nach dem Mittelschulabschluss 1941 in Terijoki wurde Luginina infolge des begonnenen deutschen Angriffskriegs im August 1941 zusammen mit Mutter und Schwester nach Orlow evakuiert, das von 1923 bis 1992 Chalturin hieß. Sie arbeitete dort von Oktober 1941 bis Mai 1942 in der Redaktion des lokalen Rundfunks.
An dem Kasaner Chemie-Technologie-Institut, das von dem evakuierten Leningrader Technologie-Institut organisiert worden war, wurde Luginina 1942 in den ersten Jahreskurs der Technologie-Fakultät aufgenommen. Auch arbeitete sie in den Produktionswerkstätten des Instituts. Mit der Rückkehr des Leningrader Technologie-Instituts 1944 kam sie nach Leningrad und schloss das Studium am Leningrader Technologie-Institut 1947 als Ingenieur-Chemiker-Technologin ab.
Darauf wurde Luginina Ingenieurin in der Keramik-Abteilung der Verwaltung der Industriekooperative in Petrosawodsk und leitete das Laboratorium des Zementwerks im Dorf Letneretschenski in Karelien.
Am Leningrader Technologie-Institut wurde Luginina 1949 Aspirantin und verteidigte 1952 ihre Kandidat-Dissertation über den Einfluss höchster Temperaturen auf die Bildung von Klinker-Mineralien und  Portlandzement-Klinker mit Erfolg für die Promotion zur Kandidatin der technischen Wissenschaften.
Das Ministerium für Höhere Bildung schickte nun Luginina nach Kasachstan, wo sie zunächst als Assistentin und dann als Dozentin, Lehrstuhl-Leiterin und schließlich Professorin am Kasachischen Institut für chemische Technologie in Schymkent lehrte. Sie verteidigte 1968 ihre Doktor-Dissertation über den Einfluss von Brennverfahren und Mineralisatoren auf Dekarbonisierung und Klinkerbildung mit Erfolg für die Promotion zur Doktorin der technischen Wissenschaften.
Ab 1973 lehrte Luginina am nach Wladimir Schuchow benannten Staatlichen Technologie-Istitut Belgorod und leitete den Lehrstuhl für Zement-Technologie, um 1984 zu dessen Professorin ernannt zu werden. Zu ihren Forschungsschwerpunkten gehörten die Entwicklung einer Technologie für die umweltfreundliche Synthese eines Stoffes zur Befestigung von Erdöl- und Erdgas-Bohrlöchern, die Synthese eines Bindemittels für die Pelletierung von Eisenerz und die Verwertung von Industrie-Abfallstoffen insbesondere für Baustoffe.
Luginina war Mitglied des Rats für Wissenschaft und Technik des Ministeriums für Baustoffindustrie der UdSSR und Expertin für das Begutachtungszentrum des Ministeriums für Industrie, Wissenschaft und Technologie der Russischen Föderation. Sie nahm an den internationalen Kongressen für Zementchemie und -technologie teil: Moskau 1974, Paris 1980, Rio de Janeiro 1986, Delhi 1992, Weimar 1979. 1982,1998, Göteborg 1998.

## Ehrungen und Preise
- Medaille „Für heldenmütige Arbeit im Großen Vaterländischen Krieg 1941–1945“
- Medaille „Für heldenmütige Arbeit“ (1968)
- Jubiläumsmedaille „Zum Gedenken an den 100. Geburtstag von Wladimir Iljitsch Lenin“ (1970)
- Orden des Roten Banners der Arbeit (1981)
- Verdiente Wissenschaftlerin der Russischen Föderation (1995)[8]
- Medaille „Veteran der Arbeit“ (1997)
- Orden der Ehre (2002)
- Medaille des Verbands der Frauen Russlands (2003)
- Orden Peters des Großen II. Klasse (2007)
- Medaille für Verdienste um das Belgoroder Land (2012)[9]